# Frankenstein (2004)
Frankenstein is een Amerikaanse televisiefilm uit 2004 onder regie van Marcus Nispel, met in de hoofdrollen Parker Posey, Vincent Perez en Thomas Kretschmann. Het verhaal is losjes gebaseerd op de roman Frankenstein van Mary Shelley uit 1818 en speelt zich af in het hedendaagse New Orleans. De film werd op 10 oktober 2004 uitgezonden op het televisienetwerk USA Network.

## Verhaal
Carson O'Conner (Parker Posey) en haar partner Michael Sloane (Adam Goldberg), twee rechercheurs van de politie van New Orleans, maken jacht op een seriemoordenaar die zijn slachtoffers verminkt en hun interne organen verwijdert. Ze komen erachter dat Victor Frankenstein (Thomas Kretschmann), die zichzelf nu Victor Helios noemt, nog steeds leeft en een aantal genetisch gemanipuleerde wezens heeft gecreëerd met de bedoeling een legioen volgelingen te creëren om hem te helpen bij het omverwerpen van het "Oude Ras" (mensen). Zijn allereerste creatie, het originele Frankenstein-monster (Vincent Perez), dat zichzelf nu Deucalion noemt, leeft echter ook nog en wil zijn schepper vermoorden.

## Rolverdeling
| Acteur             | Personage                 |
| ------------------ | ------------------------- |
| Parker Posey       | Detective Carson O'Conner |
| Vincent Perez      | Deucalion                 |
| Thomas Kretschmann | Dr. Victor Helios         |
| Adam Goldberg      | Detective Michael Sloane  |
| Ivana Miličević    | Erika Helios              |
| Michael Madsen     | Detective Jonathan Harker |
| Deborah Duke       | Angelique                 |
| Ann Mahoney        | Jenna Parker              |
| Deneen Tyler       | Kathleen Burke            |
| Brett Rice         | Detective Dwight Frye     |
| Stocker Fontelieu  | Patrick Duchaine          |
| Sandra Dorsey      | Nancy Whistler            |

## Trivia
- Deze televisiefilm was bedoeld als pilootaflevering voor een televisiereeks die er nooit gekomen is.[2]